# Referendum o členství Spojeného království v Evropské unii 2016

Výsledky referenda:
Zůstat
Vystoupit

Referendum o členství Spojeného království v Evropské unii (anglicky United Kingdom European Union membership referendum) bylo referendum ve Spojeném království a Gibraltaru konané 23. června 2016, ve kterém se občané vyjádřili k členství státu v Evropské unii. Voliči hlasovali nadpoloviční většinou 17,411 miliónu hlasů (51,9 %) pro takzvaný brexit (z anglického „British“ a „exit“, britský odchod), tedy opuštění unie. Odpůrci britského členství v Evropské unii (EU) zvítězili ve 308 z 382 volebních obvodů. O odchodu „rozhodli“ voliči po 43 letech členství země v EU (referenda ve Velké Británii však nejsou právně závazná).
Povinnou registraci k volbám podstoupilo více než 46,5 miliónu lidí, z nichž se k volbám dostavilo 33,5 miliónu. V reakci na výsledek referenda oznámil britský premiér David Cameron již v ranních hodinách dne 24. června 2016 svou rezignaci. Samotný proces směřující k ukončení členství Spojeného království v Evropské unii tak povede nově zvolená premiérka Theresa Mayová.

## Historie
Jednalo se již v podstatě o druhé britské referendum na toto téma, v roce 1975, kdy bylo Spojené království již dva roky členem Evropského hospodářského společenství, se totiž konalo referendum o členství Spojeného království v Evropském hospodářském společenství, ve kterém bylo členství potvrzeno 67 % hlasujících.

### Předvolební slib Davida Camerona
Uspořádání referenda bylo před parlamentními volbami v roce 2015 jedním z předvolebním slibů posléze vítězné Konzervativní strany vedené Davidem Cameronem. Ten sám podporoval setrvání v Evropské unii, na čemž se shodl i se svými hlavními rivaly, Liberálně demokratickou stranou i Labouristickou stranou i řadou menších stran. Pro vystoupení byli zejména Strana nezávislosti Spojeného království europoslance Nigela Farage, Demokratická unionistická strana či člen Konzervativní strany Boris Johnson.

### Vražda Jo Coxové
Dne 16. června 2016 byly hlavní kampaně před referendem dočasně pozastaveny v reakci na vraždu labouristické poslankyně Jo Coxové, následně obě do té doby poměrně vyhrocené kampaně pokračovaly v mírnějším tónu.

### Stanoviska a reakce ze zahraničí
Proti vystoupení Spojeného království z Evropské unie se před referendem vyslovili nejen všichni čelní představitelé EU, ale také prezident Spojených států amerických Barack Obama. Před brexitem varovali Spojené království také ekonomičtí experti. Po referendu poukázala organizace Transparency International na to, že financování kampaně pro brexit nebylo transparentní.

Graf s výsledky

## Výsledky
| Země                      | ZŮSTAT – hlasy | ZŮSTAT – % | ODEJÍT – hlasy | ODEJÍT – % |
| ------------------------- | -------------- | ---------- | -------------- | ---------- |
| Anglie                    | 13 266 996     | 46,6 %     | 15 188 406     | 53,4 %     |
| Wales                     | 772 347        | 47,5 %     | 854 572        | 52,5 %     |
| Skotsko                   | 1 661 191      | 62,0 %     | 1 018 322      | 38,0 %     |
| Severní Irsko             | 440 437        | 55,8 %     | 349 442        | 44,2 %     |
| Spojené království celkem | 16 141 241     | 48,1 %     | 17 410 742     | 51,9 %     |

Poznámka: Údaje psané kurzívou vyjadřují vítěznou možnost v daných zemích, respektive v celém Spojeném království.
Analýzy výsledků referenda ukázaly korelace mezi věkem, příjmem, sociální třídou, vzděláním a hlasováním pro jednu z možností.

## Zahraniční reakce po referendu
Krátce po skončení sčítání hlasů v referendu přiletěl dne 24. června 2016 do Spojeného království kandidát Republikánské strany pro prezidentské volby v USA Donald Trump. Jeho vrtulník pak přistál na ploše golfového hřiště Trump Turnburry u obce Turnberry v jihozápadním Skotsku (hrabství Ayrshire). Po ohlášení výsledků referenda prohlásil Trump, že „britští voliči si vzali svoji zemi zpět“, což je obměnou jeho vlastního hesla z předvolebního boje v USA. Podle amerického časopisu Time lze hlasování o brexitu označit za nový mezník v globální (resp. celosvětové) „válce o elity“. V jistém slova smyslu je prý také vítězstvím trumpismu ve světovém měřítku.
Bývalý český prezident Václav Klaus pochválil Brity „za třetí záchranu Evropy“.